# Ferocactus gracilis
Ferocactus gracilis är en kaktusväxtart som beskrevs av H.E. Gates. Ferocactus gracilis ingår i släktet Ferocactus och familjen kaktusväxter.

## Underarter
Arten delas in i följande underarter:
- F. g. coloratus
- F. g. gatesii
- F. g. gracilis

## Bildgalleri

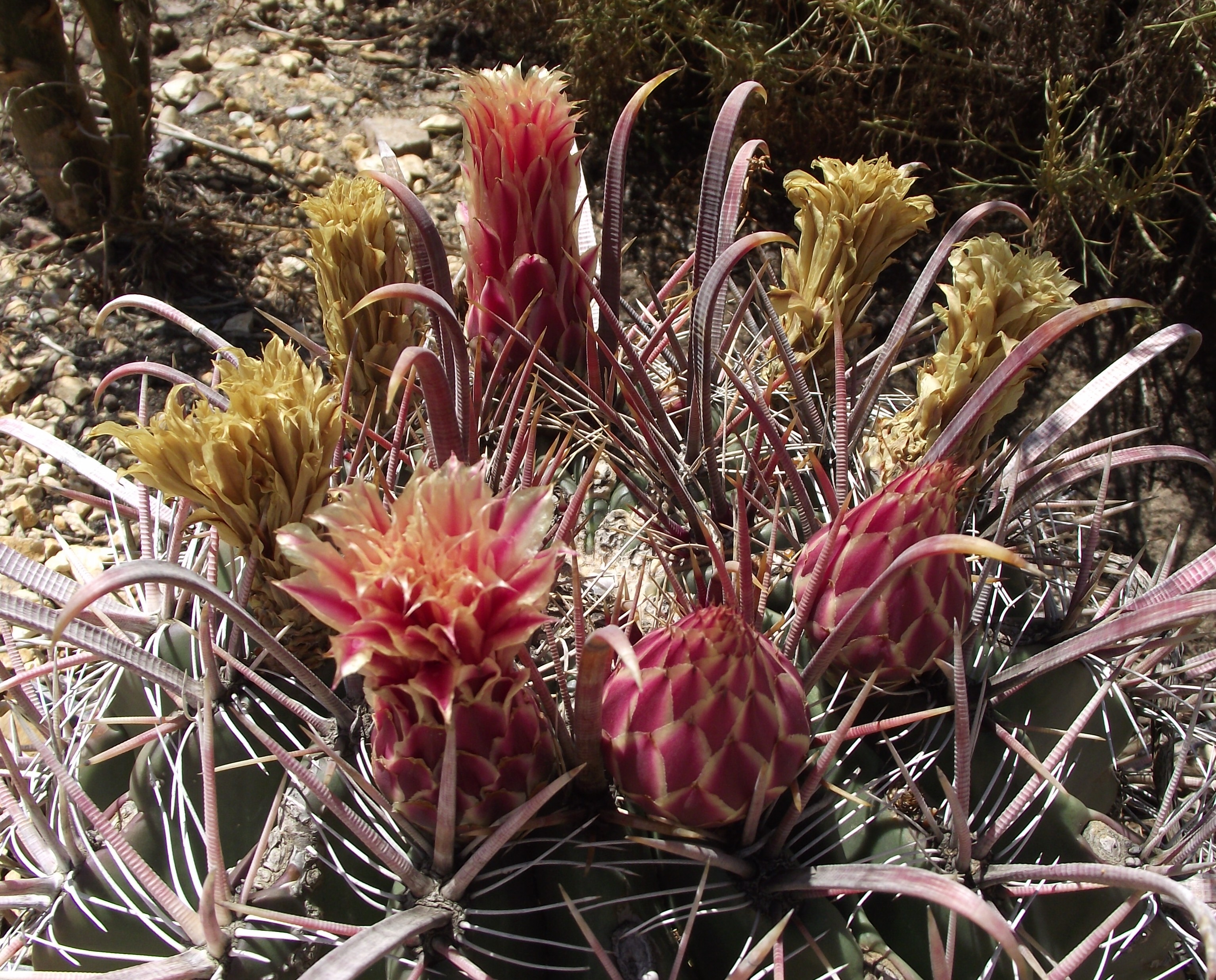
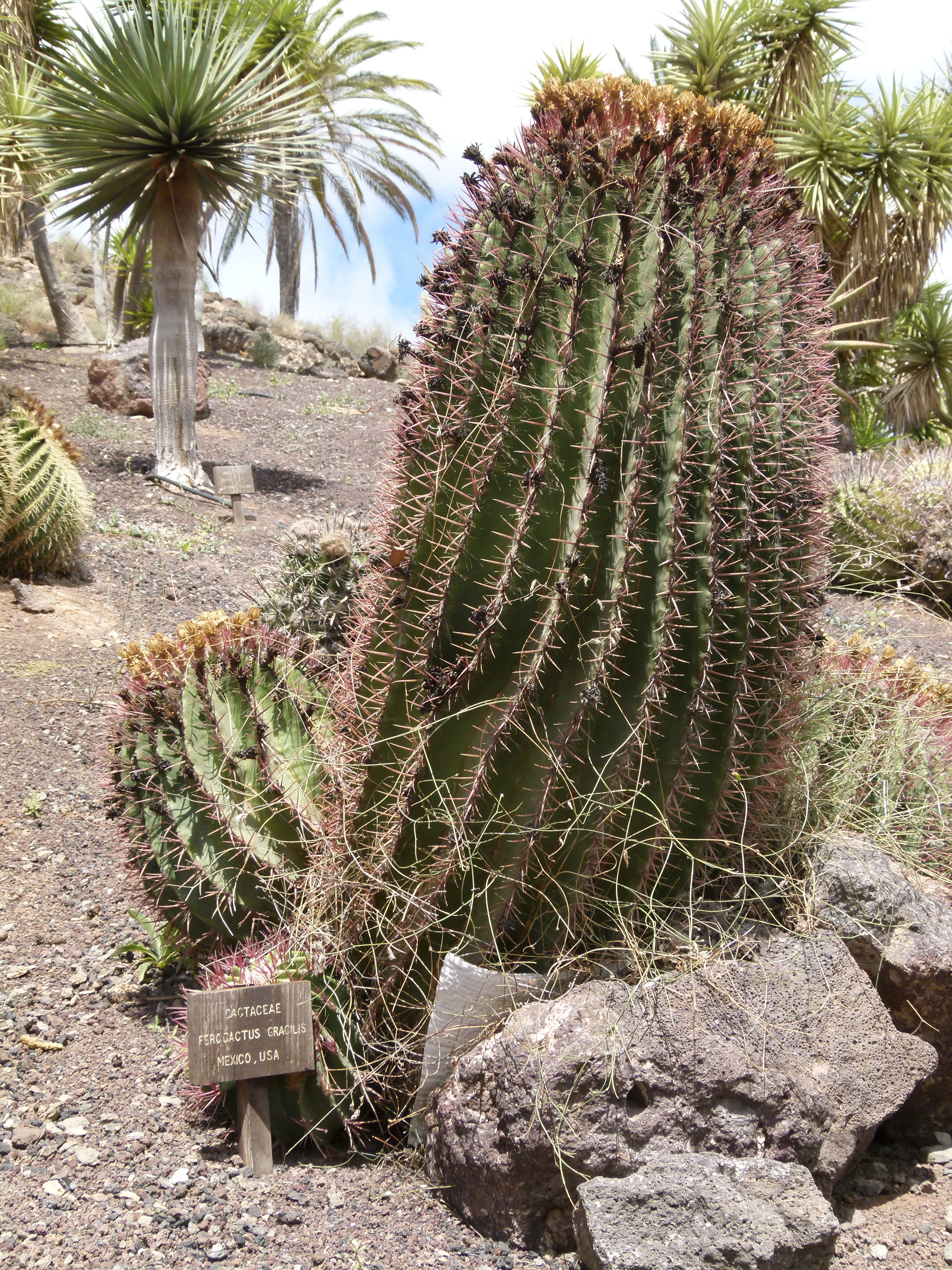
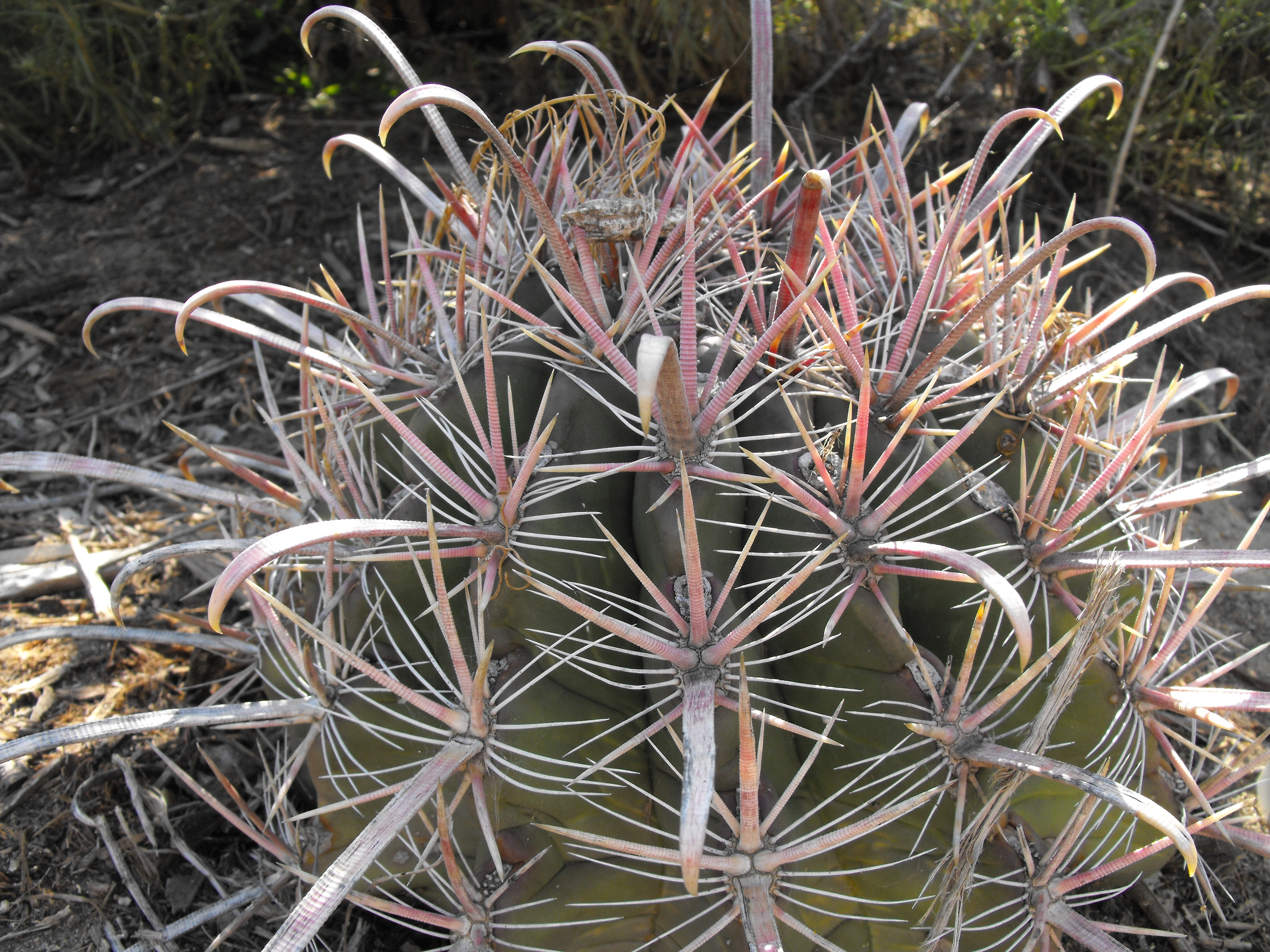
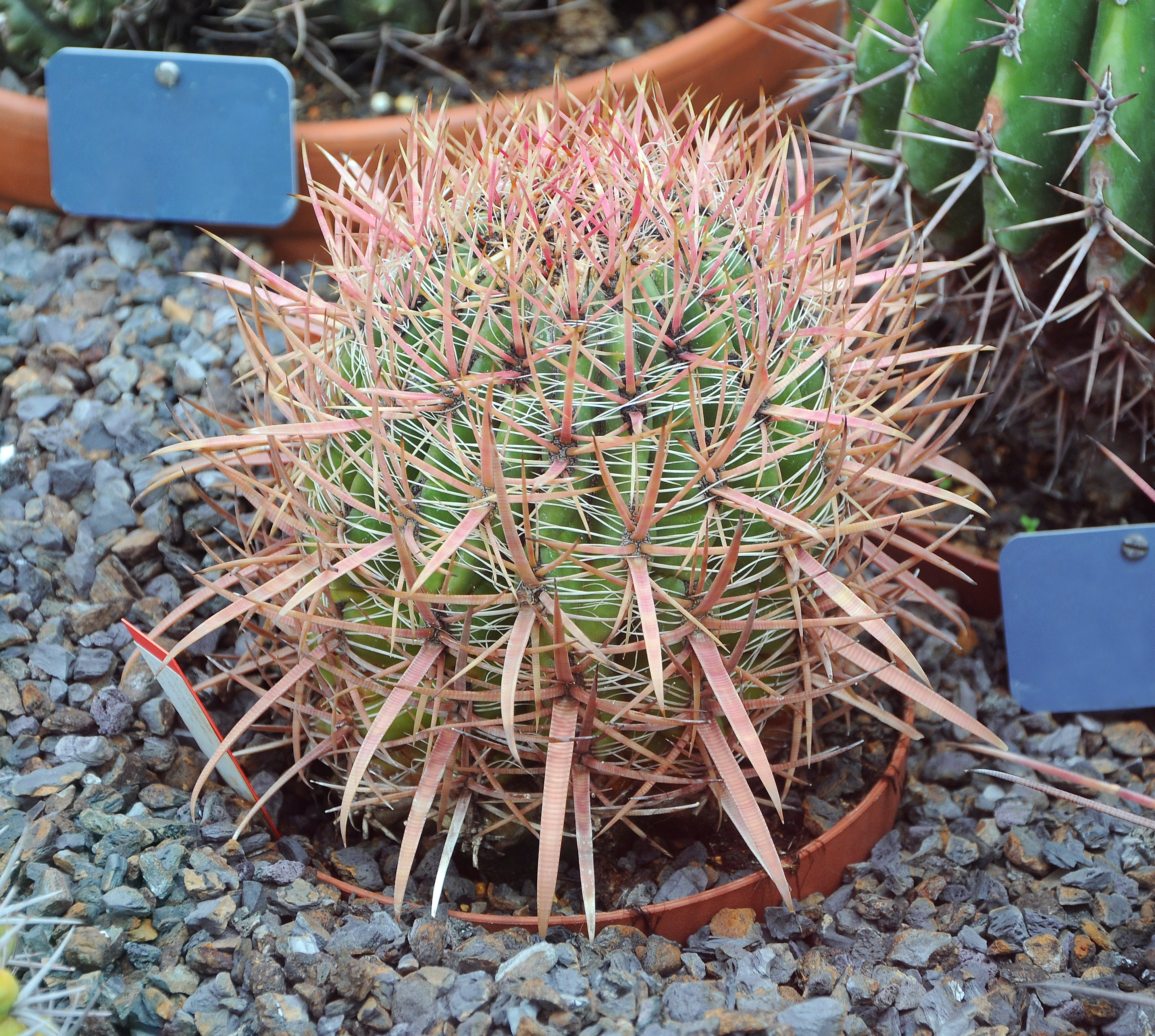
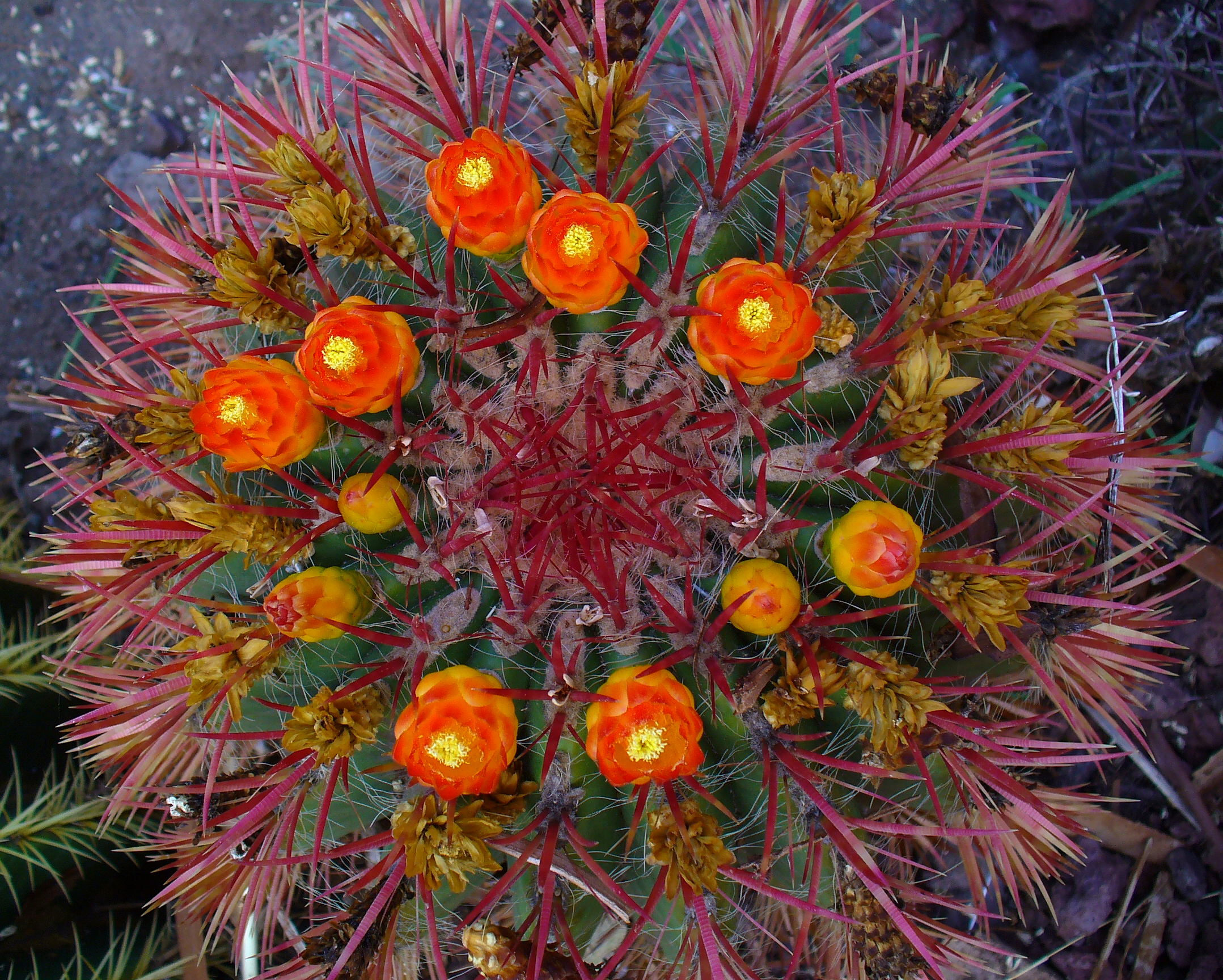